# Elisa Leonida Zamfirescu
Elisa Leonida Zamfirescu (ur. 10 listopada 1887 w Gałaczu, zm. 25 listopada 1973) – rumuńska inżynier, jedna z pierwszych kobiet, które uzyskały dyplom inżyniera. 

## Życiorys
Ojciec Elisy, Atanase Leonida, był oficerem zawodowym, a matka córką francuskiego inżyniera. Jej brat Dimitrie Leonida również był inżynierem, a brat Gheorghe Leonida rzeźbiarzem.
Nie została przyjęta do Szkoły Mostów i Dróg w Bukareszcie, ponieważ nie mogły tam studiować kobiety. W 1909 rozpoczęła studia na Królewskiej Akademii Technicznej w Berlinie, które ukończyła w 1912.
Była jedną z pierwszych kobiet, które otrzymały tytuł inżyniera. Dołączyła do Irlandki Alice Perry, która w 1906 ukończyła studia na Uniwersytecie Liverpoolskim, i Angielki Niny Cameron Graham, która w tym samym roku ukończyła inżynierię lądową.
Po powrocie do Rumunii Elisa Leonida pracowała jako asystent w Rumuńskim Instytucie Geologicznym.
Podczas I wojny światowej jako członek Czerwonego Krzyża prowadziła kilka szpitali w Rumunii. Za swoją pracę otrzymała medal honorowy od przedstawiciela Francji w Rumunii. W 1917 kierowała szpitalem w miejscowości Mărășești. Umieszczono w nim rannych podczas bitwy między wojskami niemieckimi a rumuńskimi, która miała miejsce w tej samej miejscowości.
W 1918, jeszcze na froncie, Elisa wyszła za mąż za chemika Constantina Zamfirescu.. Mieli dwie córki: Măriucę i Ancuţę Zoe.
Po wojnie wróciła do Instytutu Geologicznego, gdzie pracowała w laboratorium i prowadziła badania w terenie. Dzięki nim znaleziono nowe zasoby węgla, łupków, gazu ziemnego, chromu, boksytu i miedzi. Była również nauczycielką fizyki i chemii w szkole dla dziewcząt „Pitar Mos” oraz męskiej szkole technicznej. Była pierwszą kobiecą członkinią Ogólnego Stowarzyszenia Inżynierów Rumuńskich (AGIR) oraz pierwszym Rumunką, członkinią International Women's University Association.
W 1963 przeszła na emeryturę.

## Upamiętnienie
20 lat po jej śmierci, 12 listopada 1993, jej imieniem nazwano ulicę w Bukareszcie, przy której mieszkała. Od 1997 jest przyznawana nagroda Premiul Elisa Leonida-Zamfirescu, która jest przyznawana kobietom za osiągnięcia w technice i nauce. Z okazji 131. rocznicy urodzin została w 2018 uhonorowana przez Google Doodle.